# محمد يعقوب السعيدي
الأستاذ الدكتور محمد يعقوب السعيدي هو قانوني عراقي ولد في الناصرية سنة 1921.
درس القانون في باريس وعاد إلى العراق في الأربعينات من القرن العشرين لينصرف إلى العمل الأكاديمي في جامعة بغداد.
شغل منصب وزير التخطيط بين عامي 1966 و 1968، علما إنه غير منتم لأي حزب سياسي.
ثم استقر في العمل الجامعي بعد سيطرة حزب البعث على الحكم واستمر أستاذا في القانون الإداري في كلية الحقوق بجامعة بغداد، ولأهميته الأكاديمية لم تستغن عنه الجامعة فبقي محاضرا فيها بعد تقاعده وحتى آخر أيامه.
كان من الكفاءات العراقية الذين اغتيلوا بعد احتلال العراق، حيث قتل في منزله في الجادرية بجانب الرصافة من بغداد في 13 أيلول 2004.

## مؤلفاته
- مبادئ القانون الإداري